# پارک ملی سیپون‌کرپی
پارک ملی سیپون‌کرپی (فنلاندی: Sipoonkorven kansallispuisto, سوئدی: Sibbo storskogs nationalpark) یک پارک ملی در فنلاند است و در ۲ مارس ۲۰۱۱ تأسیس شد. این شهر در شهرداری‌های هلسینکی، وانتا و سیپو واقع شده است.
این منطقه بیشتر توسط جنگل صنوبر و باتلاق پوشیده شده است. رودخانه کوچک بیابَکن، محل زندگی جمعیت پرندگانی است که از سیپون‌کرپی می‌گذرد.